# Johan Gunnar Andersson

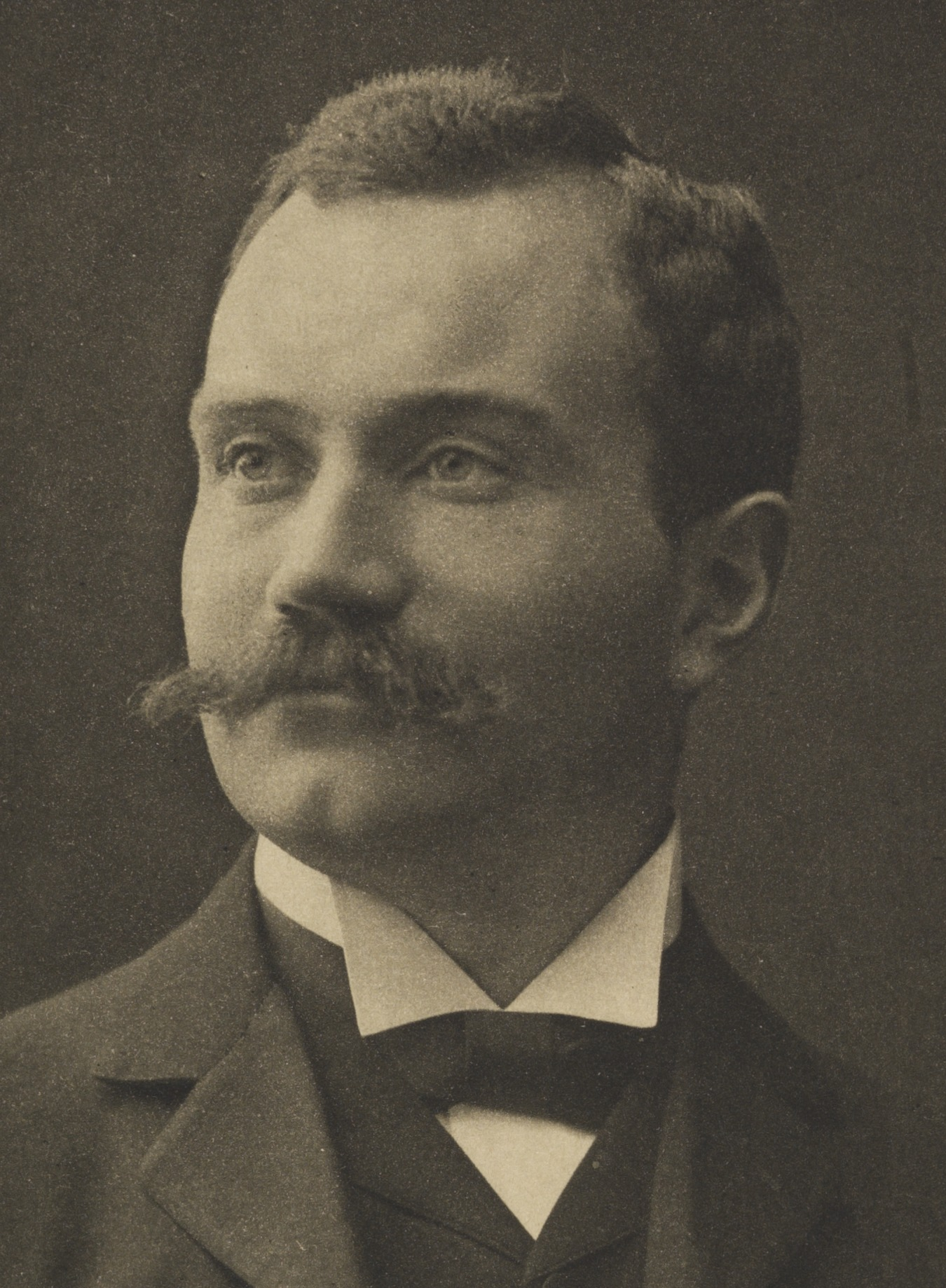
Johan Gunnar Andersson (1904)

Johan Gunnar Andersson (* 3. Juli 1874 in Knista, Närke; † 29. Oktober 1960 in Hägersten) war ein schwedischer Archäologe, Paläontologe und Geologe.
Andersson studierte an der Universität in Uppsala und nahm mit 25 Jahren an einer von Alfred Gabriel Nathorst geleiteten Expedition nach Spitzbergen teil. 1898 führte Andersson schon eine eigene Expedition zur Bäreninsel. 1902–1903 war er stellvertretender Expeditionsleiter auf Otto Nordenskjölds Schwedischer Antarktisexpedition.
1906 wurde Andersson als Professor zum Leiter der schwedischen Behörde für geologische Untersuchung ernannt. Im selben Jahr führte er den Begriff „Solifluktion“ in die Geologie ein. 1914 wurde er von der chinesischen Regierung als geologischer Ratgeber verpflichtet. Johan Gunnar Anderssons Dienststelle war das neu eingerichtete chinesische National Geological Survey (Dizhi kaochasuo) und dessen Leiter, Ding Wenjiang, wurde ihm bald zum Freund. In dieser Zeit half Andersson bei der Ausbildung von chinesischen Geologen und entdeckte einige Eisenerzlagerstätten, die der aufstrebenden chinesischen Industrie sehr behilflich waren. Später entdeckte Andersson zusammen mit seinen chinesischen Kollegen, wie dem Forscher Yuan Fuli, bisher unbekannte menschliche Ablagerungen aus der Jungsteinzeit. Diese lagen in der Provinz Henan am Gelben Fluss. Die Epoche, aus der die Ablagerungen stammten, erhielt den Namen Yangshao-Kultur, nach einem Dorf, in dem man 1921 die ersten Funde ausgrub. Zwischen 1923 und 1924 beteiligte sich Andersson an archäologischen Ausgrabungen in den Provinzen Gansu und Qinghai. Anerkennung fand Andersson auch für die Datierung des Fundes in Zhoukoudian in der Nähe von Peking (Peking-Mensch), den er der Altsteinzeit zurechnen konnte.
1926 wurde Johan Gunnar Andersson vom schwedischen Reichstag mit der Gründung eines Museums beauftragt, das die Sammlung an archäologischen Objekten aufnehmen sollte, die Andersson aus China mitgebracht hatte. Im gleichen Jahr entstand daraufhin das Ostasiatische Museum von Stockholm, das bis 1938 von Johan Gunnar Andersson geleitet wurde. Ein großer Teil der Sammlung sollte laut einem schwedisch-chinesischen Vertrag zurückgesandt werden, was zwischen 1927 und 1936 in sieben Lieferungen erfolgte. Dieser Teil der Sammlung ging im folgenden Japanisch-Chinesischen Krieg verloren.
Johan Gunnar Andersson publizierte eine Reihe von Büchern und wissenschaftlichen Berichten. Letztere erschienen vorwiegend in den Jahresschriften des Ostasiatischen Museums. Bekannt ist sein Buch Den gula jordens barn (Kinder der gelben Erde), das unter anderen auch in mehrere Fremdsprachen übersetzt wurde.
In Schweden war er hauptsächlich für seine chinesischen Forschungen bekannt und erhielt daraufhin den Spitznamen China-Gunnar. In China trug er den Namen An Tesheng (安特生). Ihm zu Ehren sind die Andersson-Insel und der Andersson-Nunatak in der Antarktis benannt.

## Literatur

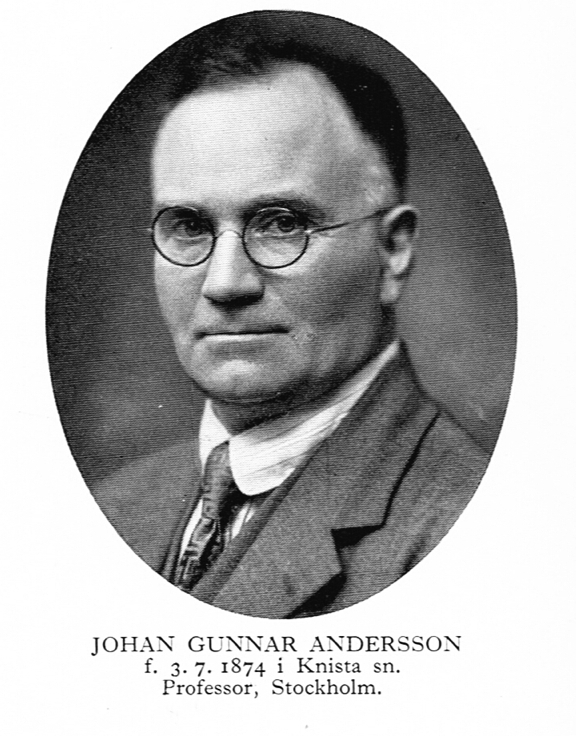
Johan Gunnar Andersson in späteren Jahren